# Харт, Мэри
Мэри Харт (англ. Mary Hart; род. 8 ноября 1950) — американская актриса.

## Биография
Харт родилась в Мадисоне, Южная Дакота, а выросла в Сайкс-Фоллс. Говорит на датском и шведском языках. В 1970 году участвовала от Дакоты в конкурсе Мисс Америка. Два года спустя, Харт окончила колледж Августина в Сайкс-Фоллс и в процессе преподавания английского языка в школе она подготовила своё кабельное шоу.

## Карьера
Харт начала свою телевизионную карьеру на канале KMTV-TV. В 1976 году она перешла на канал KFOR-TV, где была одним из создателей шоу под названием «Dannysday». Решив оставить журналистику, она переезжает в Лос-Анджелес с 10,000 долларами на счету в банке. Там Хатр получила небольшую роль продавца в мыльной опере «Дни нашей жизни». В 1980 году она стала соведущей местной телепрограммы «PM Magazine». В 1981 году она получила работу в ток-шоу Реджи Филлипса. Когда шоу было отменено её пригласили в таблоид Entertainment Tonight. Через тринадцать недель она стала его сохозяйкой вместе с Роном Хендром.
В 1984 году Рон Хендр был заменён Робом Уэллером, а тот в свою очередь в 1986 году заменён Джоном Тешом. Вскоре после приёма на работу Харт выбрал менеджером продюсер Джей Барнштейн. В 1987 году с одобрения Джея, Харт рекламировала колготки, причём её ноги были застрахованы на 1 миллион долларов. Продюсер Линда Белл назвала Харт «лицом Entertainment Tonight».
В течение лета 1988 года она работала в Лас-Вегасе на шоу, начинавшиеся в 11 часов вечера и заканчивавшиеся в 8 часов утра. В 1991 году журнал «New England Journal of Medicine» написал, что Харт страдает эпилепсией. Это было использовано в эпизоде мультфильма «Приключения мультяшек» и в ситкоме «Сайнфелд», в котором Крамер страдает от конвульсий, когда слышит голос Харт.
В мае 2009 года у себя дома Харт сломала левое запястье, из-за чего ей приходилось для каждого шоу подбирать длинные наряды. 5 августа 2010 года Харт заявила, что уходит из шоу Entertainment Tonight после завершения предстоящего 30 сезона.

## Личная жизнь
Харт живёт в Лос-Анджелесе вместе со своим мужем, продюсером, Бертом Сугарманом. Они поженились на частной церемонии на борту яхты в 1989 году. Супруги имеют одного сына, Алека Джея Сугармана. Харт болеет за команду «Los Angeles Dodgers» и на каждом открытии игры исполняет гимн. Исповедует иудаизм.

## Фильмография
- Дни нашей жизни (1965 — наст. время)
- Цирк со звеёздами (1988)
- В прямом эфире с Риджесом и Кэти Ли (сериал) (1988—2010)
- Сказочные истории для всех детей (1995—2000) — озвучивание
- Волшебные родители (2001—2008) — озвучивание
- Джимми Нейтрон, вундеркинд (2001) — озвучивание
- Марси Икс (2003)
- Американский выскочка (2008)